# Neoclytus irroratus
Neoclytus irroratus är en skalbaggsart som först beskrevs av Leconte 1858.  Neoclytus irroratus ingår i släktet Neoclytus och familjen långhorningar.
Artens utbredningsområde är Honduras. Inga underarter finns listade i Catalogue of Life.